# Lungotevere degli Artigiani
Il lungotevere degli Artigiani è il tratto di lungotevere che collega ponte Testaccio a via Antonio Pacinotti, a Roma, nel quartiere Portuense.
Il lungotevere prende nome da una delle corporazioni delle arti e mestieri della Roma comunale, quella degli artigiani.
Il viale procede sotto il cavalcavia della ferrovia Tirrenica, nel punto in cui il fiume Tevere è attraversato dal ponte dell'Industria.

## Trasporti
|  | È raggiungibile dalla stazione di Roma Trastevere. |